# ジャレッド・テイラー

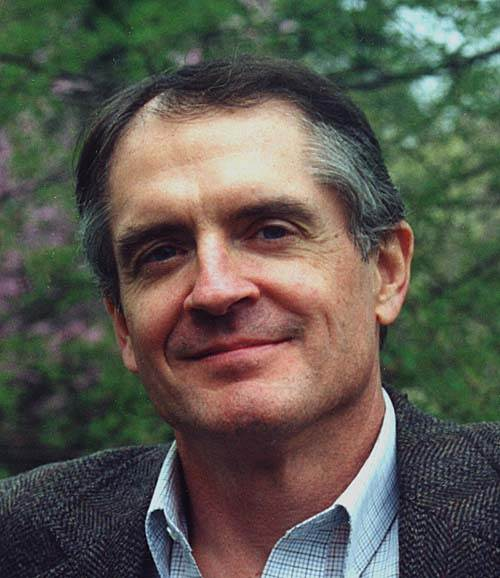
2008年撮影。

サミュエル・ジャレッド・テイラー（英語: Samuel Jared Taylor、1951年9月15日 - ）は、アメリカ合衆国の作家、政治活動家。白人ナショナリスト。オルタナ右翼の代表的論客として知られる。

## 来歴
1951年に兵庫県神戸市のアメリカ人宣教師夫妻の間に出生し、16歳まで香川県善通寺市で過ごした。イェール大学では哲学を専攻し、1973年に卒業。1978年にはパリ政治学院にて国際経済学修士を取得した。卒後は金融機関で国際融資を担当したのち、PCマガジンの編集者や法廷通訳も務めた。英語のほか日本語とフランス語に堪能で、日本に関する書籍も執筆している。
1990年に雑誌「アメリカン・ルネサンス」を創刊（現在はウェブマガジンとして発行。#外部リンク参照）。1993年に人種問題に関する著書「善意の舗装」を出版。1994年には「ニューセンチュリー財団」を設立した。
殺害予告の電話など嫌がらせが相次いでいるため、バージニア州オークトンの自宅は厳重に警備されている。

## 主張
テイラーは自身がレイシスト呼ばわりされることを「強烈に拒絶」しており、なおかつ自分は白人至上主義者ではなく、白人の権利を擁護する「白人の代弁者」であると主張している。2016年の大統領選ではドナルド・トランプを支持し、大統領就任は「白人意識の高まりの兆し」であると評価した。
非白人が移民、高い出生率、雑婚、多文化主義、犯罪などによって白人の人口を凌駕し、白人を同化、抹殺することを目論んでいるとする「ホワイト・ジェノサイド」と呼ばれる陰謀論を支持している。また、「白人は祖国アメリカに資する」として、他の人種よりも白人の移民を優先する移民政策を支持しているほか、移民国籍法（ハート・セラー法）について、「白人は自らを少数派へと転落させる恐ろしい過ちを犯した」と非難している。
かねてより人種間には生物学的な能力差があるという「人種現実主義（race-realism）」を唱えており、これによれば、「ヒスパニックは一般的に白人より知能が低く、白人は東アジア人より一般的に知能が低いのに対し、黒人は一般的にヒスパニックより知能が低い」という。
南部貧困法律センターは、テイラーの主張には反ユダヤ主義的傾向が見られない点がほかのナショナリストと異なるとし、ユダヤ系新聞のフォワードは、テイラーはアメリカのナショナリズムからナチス的要素を排除することでユダヤ系の祖先をもつ白人層にも支持を拡大させようとしていると指摘している。しかし同紙は、多くのナショナリストにとって反ユダヤ主義を失ったナショナリズムは「クリスマスのないキリスト教」のような空虚なものであるとしている。
1994年にテキサス州フォートワースで起きた黒人間の殺人事件の裁判において、人種的側面からの証言として「黒人はアメリカで最も危険な部類の人間」「これは被告にとって殺すか殺されるかの問題だったということを考慮すべき」などと発言したという。